# Dangerous Curves (album)
Pour les articles homonymes, voir Dangerous Curves.
Albums de Lita Ford
Stiletto
(1990) Black
(1995)
Dangerous Curves est le cinquième album studio de Lita Ford sorti en 1991.

## Liste des morceaux
1. Larger Than Life - 3:53 - (Ford, Ehmig, Grombacher)
2. What Do Ya Know About Love? - 3:52 - (Cantor, Caruso, Curtis)
3. Shot of Poison - 3:31 - (Ford, Ehmig, Vallance)
4. Bad Love - 4:20 - (Ford, Ehmig, Ezrin, Taylor)
5. Playinn' With Fire - 4:08 - (Ford, Ehmig, Vallance)
6. Hellbound Train - 6:06 - (Ford, Ehmig, Grombacher, Ezrin, Savigar)
7. Black Widow - 3:30 - (Ford, Ehmig, Ezrin, Taylor)
8. Little Too Early - 2:58 - (Blackmore, Pitrelli, Turner)
9. Holy Man - 4:42 - (Ford, Ehmig)
10. Tambourine Dream - 4:53 - (Ford, Ehmig, Grombacher)
11. Little Black Spider - 1:46 (Ford)

## Single
1. 1991: Shot Of Poison
2. 1992: Playing With Fire
3. 1992: Larger Than Life

## Musiciens
- Lita Ford – chants, guitare
- Joe Taylor – guitare
- Matt Bissonette – basse
- David Ezrin – claviers
- Myron Grombacher – batterie

### Musiciens additionnel
- Howard Leese – guitare additionnel sur Shot of Poison
- Jeff Scott Soto – chœurs
- Debbie Holiday – chœurs
- Joe Lynn Turner – chœurs
- Michael Caruso – chœurs
- Anne Marie Hunter – chœurs
- Chili Dog & Small Fry – chœurs